# Софија Карсон
Софија Лорен Дакарет Чар (енгл. Sofia Lauren Daccarett Char; Форт Лодердејл, 10. април 1993), позната као Софија Карсон (енгл. Sofia Carson), америчка је глумица и певачица. Позната је по улози Иви у филму Наследници (2015), Кеси Салазар у филму Пурпурна срца (2022) и Норе Париси у филму Ручни пртљаг (2024).

## Детињство и младост
Рођена је 10. априла 1993. године у Форт Лодердејлу. Ћерка је Хосеа Џеја Дакарета и Лоре Чар Карсон, који су родом из Баранкиље али су се преселили на Флориду. Софија је одабрала уметничко презиме „Карсон” по својој баби по мајци, Лорин Карсон. Преко своје мајке, повезана је са политичарском породицом Чар из Колумбије.
Похађала је школу Сент Хју и дипломирала на Керолтон школи Светог срца у Мајамију. Активно се бавила плесом и такмичила широм САД. Затим је похађала Универзитет Калифорније, смер комуникација на француском језику.

## Филмографија

### Филм
| Година | Српски назив                            | Изворни назив | Улога          | Напомене                      |
| ------ | --------------------------------------- | ------------- | -------------- | ----------------------------- |
| 2016.  | Тини: Нови живот Виолете                |               | Мелани         | као Софија Карсон             |
| 2016.  | Прича о Пепељуги: Ако ципелица пристаје |               | Теса / Бела    |                               |
| 2020.  | Осети ритам                             |               | Ејприл Дибрина | [ 10 ] [ 11 ] [ 12 ]          |
| 2020.  | Иза затворених врата                    |               | Сара           | [ 13 ]                        |
| 2021.  | Мој мали пони: Нова генерација          |               | Пип Петлс      | гласовна улога;               |
| 2022.  |                                         |               | себе           | документарац                  |
| 2022.  | Пурпурна срца                           |               | Кеси Салазар   | такође извршна продуценткиња; direct-to-streaming film|
| 2024.  | Ручни пртљаг                            |               | Нора Париси    | [ 18 ] [ 19 ]                 |
| 2025.  | Све што сам желела                      |               | Алекс Роуз     | [ 20 ]                        |
| 2025.  | Моја година на Оксфорду                 |               | Ана де ла Вега | [ 21 ] [ 22 ]                 |

### Телевизија
| Година      | Српски назив                          | Изворни назив | Улога                   | Напомене                                         |
| ----------- | ------------------------------------- | ------------- | ----------------------- | ------------------------------------------------ |
| 2014.       | Остин и Али                           |               | Челси                   | епизода: „Принцезе и награде”                    |
| 2014.       | Претварање                            |               | Солеил                  | епизода: „Претварање је напорно”                 |
| 2015.       | Наследници                            |               | Иви                     | телевизијски филм                                |
| 2015—2017.  | Наследници: Злобни свет               |               | Иви                     | главна гласовна улога                            |
| 2016, 2018. | Ја сам Луна                           |               | себе                    | 3 епизоде (1, 3. сезона)                         |
| 2016.       |                                       |               | себе                    | епизода: „Бебиситерке у акцији”                  |
| 2016.       | Бебиситерке у акцији                  |               | Лола Перез              | телевизијски филм                                |
| 2017.       | Наследници 2                          |               | Иви                     | телевизијски филм                                |
| 2017.       | Спајдермен                            |               | Кимија Марко / Сендгерл | гласовна улога; 2. епизоде                       |
| 2018.       | Славна и заљубљена                    |               | Слоун                   | 4 епизоде                                        |
| 2019.       | Слатке мале лажљивице: Перфекционисти |               | Ава Џалали              | главна улога                                     |
| 2019.       |                                       |               | себе                    | такмичарка                                       |
| 2019.       | Наследници 3                          |               | Иви                     | телевизијски филм                                |
| 2020.       | Елена од Авалора                      |               | Малига                  | гласовна улога; епизода: „Рођенданско крстарење” |
| 2020.       |                                       |               | себе                    | телевизијски специјал                            |
| 2020.       |                                       |               | себе                    | епизода: „Чишћење конфета”                       |
| 2021.       | Наследници: Краљевско венчање         |               | Иви                     | гласовна улога; анимирани специјал               |